# 小行星2073
小行星2073（2073 Janacek）是一颗围绕太阳公转的小行星。1974年2月19日，盧波什·科胡特克在汉堡发现了此天体。
該小行星以捷克作曲家萊奧什·楊納傑克命名。
这颗小行星的绝对星等为0.77831等。